# Adenophora gmelinii
Adenophora gmelinii là loài thực vật có hoa trong họ Hoa chuông. Loài này được Johann Friedrich Theodor Biehler mô tả khoa học đầu tiên năm 1807 dưới danh pháp Campanula gmelinii. Năm 1823 Friedrich Ernst Ludwig von Fischer chuyển nó sang chi Adenophora.